# Polimorfisme de nucleòtids simples

La cadena d'ADN de la figura 1 es diferencia de la d'ADN de la figura 2 només per dues bases.

En genètica, el Polimorfisme de nucleòtids simples (SNP, sigles de single nucleotide polymorphisms, polimorfismes d'un sol nucleòtid), són polimorfismes d'un gen que ocorren per variació en un sol nucleòtid de la seqüència d'ADN. Perquè un canvi en un nucleòtid es consideri com un SNP, s'ha de donar almenys en l'1% de la població. Si no arriba a aquest percentatge, el canvi es considera una mutació puntual. Els SNP contribueixen a les diferències entre els individus.
Els SNP conformen el 90% de les variacions genètiques humanes. Es calcula que n'hi ha un cada 1300 bases. Poden ser deguts a l'intercanvi d'un nucleòtid per qualsevol altre però dues de cada tres mutacions constitueixen el canvi d'una timina per una citosina. El fet de tenir un al·lel o l'altre amb l'única diferència d'un SNP pot ésser la causa de ser més o menys susceptible a diferents tipus de malalties o de presentar fenotips diferents.